# Варваровка (городской округ город Тула)
Варваровка — деревня в Тульской области России. 
В рамках организации местного самоуправления входит в городской округ город Тула, в рамках административно-территориального устройства — в Ильинский сельский округ Ленинского района Тульской области.

## География
Расположена на южной границе областного центра, города Тула, в 8 км к югу от Тульского кремля.

## История
До 1990-х гг. деревня входила в Ильинский сельский Совет. В 1997 году стала частью Ильинского сельского округа Ленинского района Тульской области. 
В рамках организации местного самоуправления с 2006 до 2014 гг. включалась в Ильинское сельское поселение Ленинского района, с 2015 года входит в Центральный территориальный округ в составе городского округа город Тула.

## Население
| 2002 | 2010 |
| ---- | ---- |
| 117  | ↘101 |